# Палац-фортеця графів Телекі
48°24′ пн. ш. 23°16′ сх. д. / 48.400° пн. ш. 23.267° сх. д.Пала́ц-форте́ця графі́в Те́лекі — унікальний палац-фортеця в бароковому стилі. Розташований у селі ДовгеЗакарпатської області. Побудований у 1712—1798 роках графами Телекі. Пам'ятка пам'ятка архітектури національного значення (№ 1122) XVIII століття.

## Історія

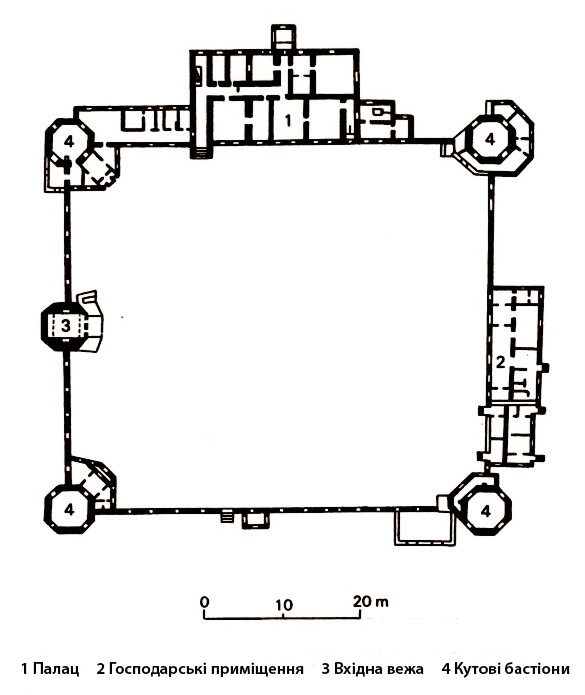
План-схема довжанської фортеці

У 1711 році за участь у війні на боці Ференца II Ракоці володіння Долгаї, з центром в селі Довге, були конфісковані владою і передані до державної скарбниці. Цього ж року, на знак подяки за активну допомогу в придушенні повстань, імператор Карл III дарує ці землі графу Ласло Телекі — фоішпану комітата Феєр. Основні маєтки нового власника були в Трансільванії, і він розпочинає будівництво палацу-фортеці, який став його літньою резиденцією. 
У 1712 році було розпочато будівництво палацу. Житлові приміщення палацу побудовано протягом 1712—1722 років. Дещо пізніше зведено оборонну стіну з бійницями, а також господарські будівлі.
В 1714 році Ласло Телекі помирає. У нього була єдина дочка — Жужанна, яка вийшла заміж за губернатора Ласло Кемені. Тому маєток успадковує малолітній племінник графа — Ласло II (син Шандора I Телекі), якому на той час було 4 роки. У 1732 році Ласло II одружується з Естер Радай — дочці Пала Радая, канцеляра Ференца II Ракоці. Згодом пара переїздить до міста Хуста, де в них народжується син Йожеф. Граф Йожеф II Телекі, народжений в Хусті 1738 року, успадковує Довжанський маєток після смерті батька. 
В 1774 році закінчено будівництво в'їзної вежі фортеці. Сучасного вигляду палац набув у 1798 році, коли були завершені всі будівельні роботи. 
У 1928 році граф Телекі передає Марамароську домінію разом із Довжанським палацом-фортецею в оренду мальтійському лицарському ордену, щоб уникнути експропріації володінь Чехословацьким урядом. 
Нині комплекс перебуває у жалюгідному стані, а на його території з 1954 року діє туберкульозна лікарня. 

## Архітектура палацу та план фортеці
Пам'ятка являє собою комплекс споруд, обнесених оборонним муром з бійницями, що утворює квадрат 65x65 м. Архітектурний комплекс палацу-фортеці створювався протягом кількох десятиліть. Фактично, це садибна інтерпретація «palazzo in fortezza» — палацу, оточеного фортечними мурами та бастіонами. Палац побудовано в стилі бароко. 
Будівля палацу одноповерхова, має план правильного прямокутника і примикає до північно-західної захисної стіни. Перекрита чотирисхилим дахом з заломом. Головний фасад прикрашено ризалітом і пілястрами, великі прямокутні вікна обрамлені лиштвою. Весь декор виконаний в тиньку. До південно-західної та північно-східної стін корпусу примикають кам'яні оборонні стіни. Чотири наріжні башти, восьмигранні в плані, перекриті восьмигранними шатровими дахами. В'їзна вежа також восьмигранна в плані, двоярусна, з шатроподібною маківкою, розташована в центрі південно-західної оборонної стіни. Найбільший інтерес ця башта викликає ще й тим, що прямо над нею був викарбуваний герб села, який також містився у гербівнику міст і містечок Угорщини 1880 року. 
Господарські корпуси садиби одноповерхові. Один з них примикає до північно-східної оборонної стіни, інший (адміністративний) винесений за межі садиби. За межами фортеці, з північного сходу, розташовані кам'яні конюшні. Під палацом збереглися залишки давнішої споруди — можливо, шляхетського будинку XV—XVIII століть. 
У дворі розбитий невеликий парк, що зберіг до теперішнього часу планувальну структуру. Тут ростуть дві вікові липи. За оцінками фахівців вік однієї з лип — понад 600 років, обхват — 6 метрів, висота — 25 м. (див. також Пам'ятка природи «Липи вікові» в Довгому).

## Галерея

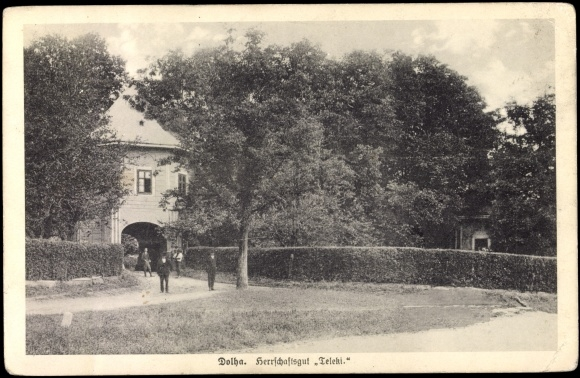
Палац-фортеця — листівка поч. XX ст.
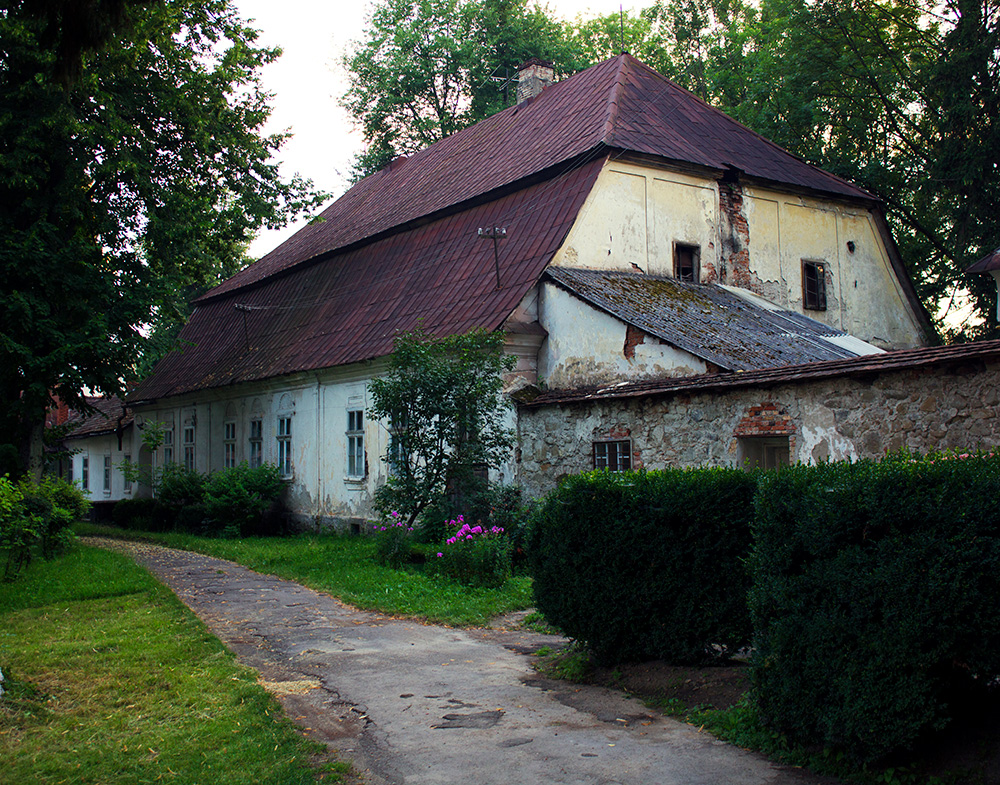
Вигляд з двору
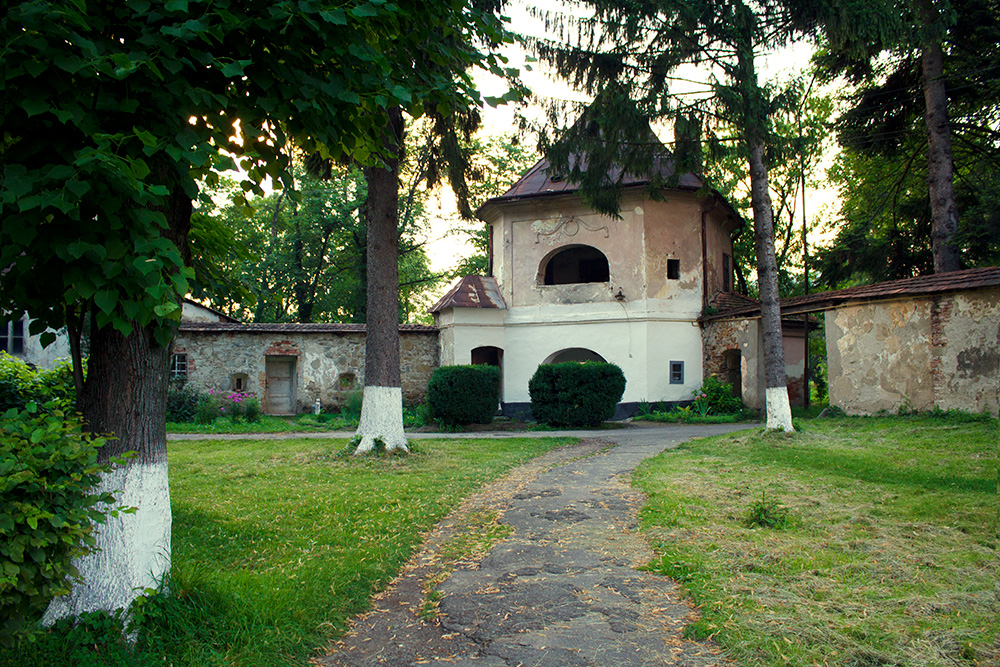
Одна з башт фортеці
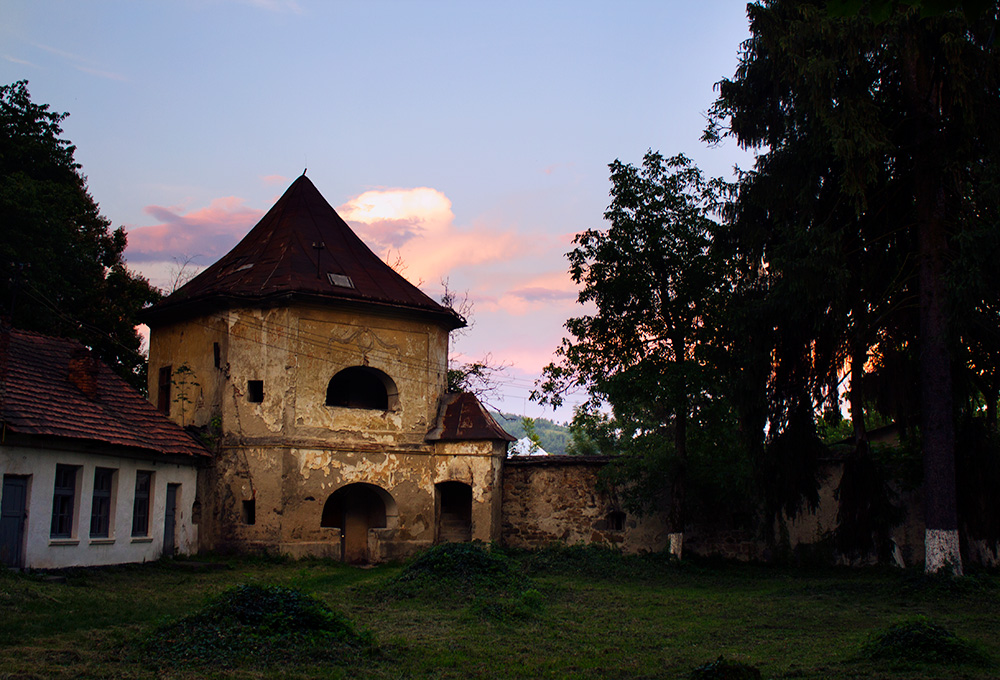
Одна з башт фортеці
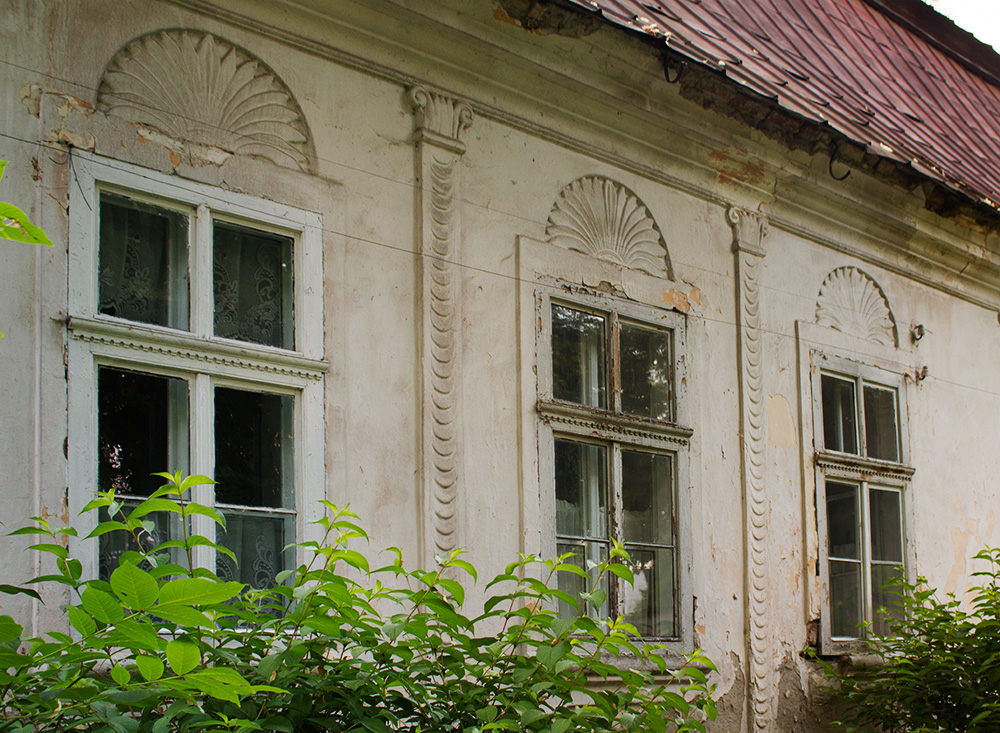
Декор фасаду палацу
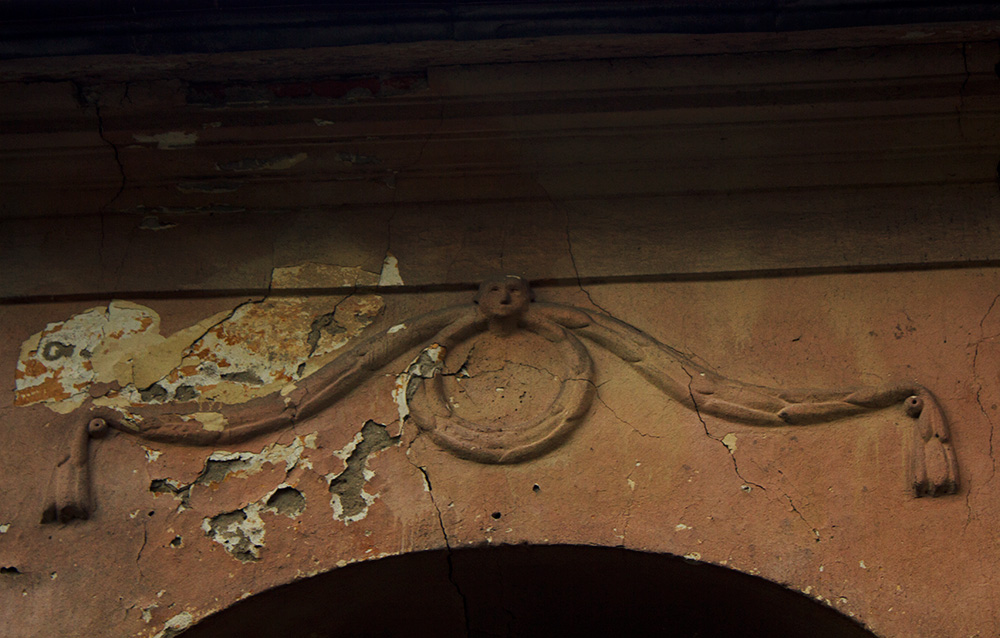
Декор однієї з башт фортеці